# 14-XS
14-XS foi uma missão da Operação Cruzeiro realizada no Centro de Lançamento de Alcântara no dia 14 de dezembro de 2021.

## Missão
Realizado pela Força Aérea Brasileira, o voo foi um ensaio que visou demonstrar a tecnologia scramjet. O dispositivo foi lançado por um Veículo Acelerador Hipersônico (baseado no foguete VSB-30) e acelerado até Mach 6 até 30 quilômetros de altitude, de onde seguiu até atingir um apogeu suborbital de 160 quilômetros de altitude e 200 quilômetros de distância do local de lançamento, impactando no Oceano Atlântico. O modelo testou a combustão em ambiente hipersônico e a velocidade Mach 6 foi atingida aos 50 km.
Tanto o Centro de Lançamento de Alcântara e o Centro de Lançamento da Barreira do Inferno atuaram como estações de rastreio. O veículo foi o primeiro com motor scramjet construído no Brasil e atingiu até 5,000 hp. O veículo foi construído pela Orbital Engenharia.
Tanto o foguete quanto o 14-X foram construídos em São José dos Campos. O motor está sendo desenvolvido desde 2008, tendo o objetivo de capacitar a indústria brasileira para o desenvolvimento de experiências aeroespaciais.